# Pompejevo gledališče
Pompejevo gledališče (lat. Theatrum Pompeii, italijansko Teatro di Pompeo) je bila zgradba v antičnem Rimu, ki jo je v drugi polovici Rimske republike zgradil Pompej Veliki (Gnej Pompej Magn). Dokončano je bilo leta 55 pr. n. št. in je bilo prvo stalno gledališče, zgrajeno v Rimu.
V velikem stebriščnem portiku je bil velik vrtni kompleks s fontanami in kipi. Vzdolž raztegnjene pokrite arkade so bile sobe, posvečene razstavi umetnosti in drugih del, ki jih je med svojimi pohodi zbral Pompej. Na nasprotnem koncu vrtnega kompleksa je bila kurija za politične sestanke. Senat je pogosto uporabljal to stavbo skupaj s številnimi templji in dvoranami, ki so izpolnjevale zahteve za formalna srečanja. Kurija je bila znana kot mesto, kjer sta Brut in Kasij med zasedanjem senata umorila Julija Cezarja.

## Zgodovina

### Izvor
Pompej je plačal, da je to gledališče dobilo politično popularnost v času svojega drugega konzulstva. Gledališče je navdihnil Pompejev obisk leta 62 pr. n. št. v grškem gledališču v Mitileni . Gradnja se je začela okrog leta 61 pr. n. št. Pred gradnjo so bila prepovedana stalna kamnita gledališča, zato je Pompej imel zgradbo, zgrajeno Marsovem polju, zunaj pomeriuma ali svete meje, ki je mesto delila od ager Romanus (neposredno izven mesta). Pompej je imel tudi tempelj Venere Victrix, zgrajen ob vrhu sedežev gledališča; trdil je, da »nisem [zgradil] gledališča, temveč tempelj Venere, na katerega sem dodal stopnice gledališča«. 
Viri o posvetitvi so protislovni. Plinij starejši poroča o letu 55 pred našim štetjem, letu pompejevega drugega konzulstva. Vendar pa Gelij ohranja pismo Ciceronovih osvoboditeljev, Tiroja, ki napoveduje posvetitev do 52 pr. n. št.  Dve izvedbi sta povezani s posvečenjem: Akcijeva Klitemnestra, Equos Troianus pa Livija Andronika ali Gneja Nevija . Klodij Ezop, ugledni traged, je bil izločen iz pokoja, da bi lahko nastopil v otvoritveni predstavi gledališča. Razstavo so spremljale tudi gladiatorske igre z eksotičnimi živalmi.
Gledališče je bilo štirideset let edino stalno gledališče v Rimu, dokler ga ni Lukij Kornelij Balb mlajši zgradil leta 13 pr. n. št. Ne glede na to, je bilo Pompejevo gledališče še naprej glavno mesto za predstave, tako zaradi svojega sijaja kot zaradi velikosti. Pravzaprav je bilo pogosto kot premierno gledališče skozi celo življenje. Iščoč povezavo z velikim gledališčem, so drugi zgradili svoje v in okoli območja Pompejevega. To je privedlo do končne ustanovitve gledališkega okrožja v najbolj dobesednem smislu.

### Po Pompeju in Rimski imperij
Po Pompejevem porazu in poznejšem atentatu leta 48 pr. n. št., v času velike Cezarjeve državljanske vojne (49–45 pr. n. št.) je Cezar v gledališču slavil zmago nad Pompejevimi silami v Afriki. Gledališče je bilo mesto Cezarjevega umora, saj je bilo to začasno srečanje rimskega senata.
Portik in gledališče sta bila ohranjena še stoletja. Oktavijan je obnovil dele kompleksa leta 32. pr. n. št., leta 21 pa je Tiberij začel rekonstrukcijo dela gledališča, ki ga je uničil požar, in je bila dokončana v času vladanja Kaligule. Klavdij I. je ponovno osvetlil tempelj Venere Victrix; Neron je pozlatil notranjost templja, Domicijan in Septimij Sever pa sta bistveno popravila in spremenila strukturo. 
Po padcu Zahodnega rimskega cesarstva leta 476 je Pompejevo gledališče ostalo v uporabi in ko je mesto Rim prišlo pod oblast Ostrogotskega kraljestva, je bila struktura med letoma 507–511 ponovno obnovljena . Ta obnova bi bila zadnja. Po uničujoči gotski vojni (535–554) ni bilo potrebe po velikem gledališču, ker se je prebivalstvo Rima drastično zmanjšalo. Gledališče je tako začelo propadati. 

### Od srednjega veka do danes
V zgodnjem srednjem veku je bil marmorni pokrov gledališča uporabljen kot material za vzdrževanje drugih zgradb. Ker je bila stavba v bližini Tibere, je bila tudi redno poplavljena, kar je povzročilo nadaljnjo škodo. Kljub temu je betonsko jedro stavbe stalo še v 9. stoletju našega štetja, saj je romarski vodnik iz tega časa še vedno označeval mesto kot gledališče. Do 12. stoletja so zgradbe začele kazati le ostanke; na mestu sta bili zgrajeni dve cerkvi, Santa Barbara in Santa Maria in Grotta Pinta, kasneje pa je bila verjetno zgrajena na enem od dostopnih koridorjev gledališča. Toda tloris starega gledališča je bil še vedno prepoznaven. Leta 1140 je eden od virov navedel ruševine kot Theatrum Pompeium, drugi pa ga je imenoval tempelj Cneus [sic] pompeii. Leta 1150 je bil Johannes de Ceca znan po tem, da je prodal trillium ali okroglo strukturo predniku družine Orsini . Leta 1296 so Orsiniji kraj spremenili v trdnjavo. Pozneje v srednjem veku je bil zgrajen trg Campo de' Fiori, preostali deli gledališča pa so bili uporabljeni za dobavo kamna za številne novejše zgradbe, ki še obstajajo v sodobnem Rimu.
Danes ni veliko vidnega od nekoč veličastnega gledališča, saj so ostanke strukture v celoti zajeli objekti, ki ležijo med Campo de' Fiori in Largo di Torre Argentina. Največji nedotaknjeni deli gledališča so v Palazzo della Cancelleria – kanclerski palači nekdanjega papeževega apostolskega kanclerja, ki je za zunanjost uporabljala večino travertina v barvi kosti iz gledališča. Veliki rdeči in sivi stebri, ki se uporabljajo na njenem dvorišču, izhajajo iz portika iz zgornjih pokritih delov gledališča; vendar so bili prvotno vzeti iz gledališča, da bi zgradili staro baziliko S. Lorenza. In čeprav gledališče ni več prepoznavno, je še vedno mogoče odkriti odtis same zgradbe; polkrožno obliko konstrukcije lahko danes sledimo, ko gremo vzhodno od Campo de' Fiori skozi Palazzo Orsini Pio Righetti. Cesta Via di Grotta Pinta, v bližini Via dei Chiavari, prav tako grobo sledi orisu prvotne odrske konstrukcije. Globoko v vdolbinah kleti in vinskih kleteh objektov, ki so v Campo de' Fiori, so še vedno vidni loki in fragmenti zidov in temeljev gledališča. Tloris Palazzo Pio razkriva tudi, da so bile številne podporne napere gledališča preurejene v stene za nove prostore . Loki, ki so ostali po opustitvi gledališča, so celo pripeljali do imena prej omenjene Santa Maria di Grotta Pinta (tj. 'poslikane pečine').

## Izkopavanja in raziskave
Eden prvih, ki je narisal ruševine gledališča, je bil Giovanni Battista Piranesi, ki je sredi 18. stoletja naredil dve pomembni jedkanici, ki sta upodabljali gledališče. Prva, z naslovom Prikaz trenutnih ostankov Pompejevega gledališča (Dimonstrazione del Odierno Avanzo del Teatro di Pompeo), ponazarja pogled na razvaline, tako iz perspektive od zgoraj navzdol kot iz prečnega prereza. Ta ilustracija nakazuje, da so bili edini ostanki nekoč velike strukture v 18. stoletju deli sedežev, ki so najbližje orkestru ali ima cavea. Piranesi še posebej omenja, da so bila še vedno ohranjena štiri velika vrata (vomitoria), skozi katera bi gledalci vstopili v kompleks. Vendar pa je bil velik del zgradbe že zdavnaj odvzet. 
Druga jedkanica z naslovom Ostanki Pompejevega gledališča kaže bolj umetniški pogled na strukturo. Ta ilustracija, obrnjena proti jugovzhodu, predpostavlja, da je bila preostala kapela razcepljena na zahodni strani, kjer bi bile starodavne stopnice do Venerinega templja. Na sliki je tudi vidno prikazan preostali podstrukturni lok, ki bi prvotno podpiral medio in summa caveae. Zdi se, da je Piranesi svoje risbe v glavnem oprl na tisto, kar si je lahko zamislil, kot v legendi za Demonstracija trenutnih ostankov Pompejevega gledališča, izrecno pa omenja, da te jedkanice kažejo, kako bi gledališče izgledalo, če bi moderne strukture odstranili (protratta secondo il giro delle moderne fabbriche situate sullo rovine della medesima) .
Luigi Canina (1795–1856) je prvi začel resne raziskave na gledališču. Canina je preučil, kakšne so ruševine in nato združil te informacije z Vitruvijevim znamenitim opisom rimskega gledališča, s čimer je pripravil delovni načrt gledališča. Kasneje leta 1837 je Victoire Baltard uporabil Caninino delo, pa tudi informacije, ki jih je zbral iz Forma Urbis, da bi zgradil bolj izpopolnjen načrt . Podobno kot Piranesi pred njim, je Baltard ustvaril tudi skico, kakšne bi bile ruševine, če bi bile popolnoma izkopane. 

## Opis
Struktura in povezova quadriporticus je imela večkratno uporabo. Stavba je imela največjo "kripto" vseh rimskih gledališč. To območje, ki je bilo za odrom in znotraj ograjenega prostora, so obiskovalci uporabljali med dejanji ali produkcijami za sprehod, nakup okrepčil ali samo za pobeg v pokrite portike iz sonca ali dežja. 
Porticus Pompei je vseboval kipe velikih umetnikov in igralcev. Dolge arkade, ki so razstavljale zbirke slik in kipov ter velik prostor, ki je bil primeren za organizacijo javnih srečanj, je pripomogel k privlačnosti. Razkošne fontane so napajali z vodo, zajeto v bližnjem akvaduktu in shranjeno. Ni znano, ali je bila oskrba z vodo dovolj, da bi delovala dlje kot nekaj ur na dan ali bi nekatere druge zaloge omogočale, da so vodnjaki delovali skoraj neprekinjeno. 
Ostanki vzhodne strani quadriporticusa in tri od štirih svetišč iz zgodnejšega obdobja, ki so bila pogosto povezani z gledališčem, so vidna na Largo di Torre Argentina.  Četrti tempelj je v veliki meri pokrit s sodobnimi ulicami Rima. To arheološko najdišče so izkopali po naročilu Mussolinija v 1920-ih in 1930-ih . Manjkajoči ostanki gledališča so v podzemni ulici Via di Grotta Pinta . V kletnih prostorih restavracij izven te ulice in v stenah hotela Albergo Sole al Biscione so oboki iz prvotnega gledališča. Temelji gledališča in dela prve stopnje ter cavea ostajajo, vendar so zakriti, ker so bili nadgrajeni in razširjeni. Preko stavb je skozi stoletja prišlo do preživelih ruševin glavne strukture gledališča, ki so se vključile v moderne strukture.

### Arhitektura
Značilnosti rimskih gledališč so podobne značilnostim starejših grških gledališč, na katerih temeljijo. Vendar pa imajo rimska gledališča posebne razlike, kot so gradnja na lastnih temeljih namesto zemeljskih del ali pobočja in popolnoma zaprta na vseh straneh. 
V Rimu ni bilo stalnih gledališč znotraj mestnega obzidja vse do tega. Gledališča in amfiteatri so bile začasne lesene konstrukcije, ki so jih lahko hitro sestavili in razstavili. Poskusi izgradnje trajnih kamnitih struktur so vedno ustavljali politiki ali pa preprosto niso bili v celoti uresničeni.
Pompej naj bi navdihnil, da bo zgradil svoje gledališče, obisk grškega gledališča v Mitilenah na Lesbosu . Struktura je lahko bila nasprotje Rimskemu forumu. Dopolnitev te strukture je morda spodbudila gradnjo cesarskih forumov. Julij Cezar bi kopiral Pompejevo uporabo vojnih plenov, da bi ilustriral in slavil svoje zmage, ko je gradil svoj forum, ki so ga nato kopirali cesarji. Uporaba javnega prostora, ki vključuje tempeljsko arhitekturo za osebne politične ambicije, je bila vzeta od Sule in tistih pred diktatorjem. Uporaba verskih združenj in ritualov za osebno poveličevanje in politično propagando sta bila poskus oblikovanja javne podobe.
Uporaba betonskih in kamnitih temeljev je omogočila samostoječe rimsko gledališče in amfiteater. 
Deli odra in prednje skene so neposredno povezani z avditorijem, zaradi česar sta obe ograjeni vse naokoli, medtem ko grška gledališča ločujeta dva . To je povzročilo akustična vprašanja, ki so zahtevala premagovanje različnih tehnik.
Ta arhitektura je bila vzor skoraj vseh prihodnjih rimskih gledališč in celotnega imperija. Znane strukture, ki so uporabljale podoben slog, so gledališče Marcellus in gledališče Balbus, ki ga vidimo na marmornem načrtu mesta. 

### Povezan tempeljski kompleks
Da bi gledališče zgradili kot trajno kamnito konstrukcijo, so bile izvedene številne stvari, vključno z gradnjo zunaj mestnega obzidja. S tem, ko je gledališče posvetil Veneri Victrix in zgradil tempelj sredi cavee, je Pompej zgradil veliko svetišče njegovemu osebnemu božanstvu. Prav tako je vključil štiri republikanske templje iz zgodnejšega obdobja v del, imenovan »Sveti kraj«, v današnjem Largo di Torre Argentina. Celoten kompleks je zgrajen neposredno iz starejšega dela, ki je usmerjal postavitev strukture. Na ta način je imela struktura tudi vsakodnevni verski kontekst. 
Tempelj A je bil zgrajen v 3. stoletju pred našim štetjem in je bil verjetno tempelj Juturne, ki ga je po svoji zmagi proti Kartažanom leta 241 pred našim štetjem zgradil Gaj Lutacij Katul . Kasneje je bil obnovljen v cerkev, katere apsida je še vedno prisotna.
Tempelj B, krožni tempelj s šestimi preostalimi stebri, je zgradil Kvint Lutacij Katul leta 101 pr. n. št., da bi proslavil svojo zmago nad Cimbrijem; to je bil Aedes Fortunae Huiusce Diei, tempelj, posvečen 'Sreči sedanjega dne'. Velik kip, najden med izkopavanji in ki ga zdaj hranijo v Kapitolskih muzejih, je bil kip same boginje. Samo glava, roke in noge so bile iz marmorja: drugi deli, ki so bili oblečeni v obleko, so bili iz brona.
Tempelj C je najstarejši od štirih, ki sega v 4. ali 3. stoletje pred našim štetjem in je bil verjetno posvečen Feroniji, starodavni italski boginji plodnosti. Po požaru leta 80 je bil ta tempelj obnovljen, bel in črn mozaik notranje cele templja sega v to obnovo.
Tempelj D je največji od štirih; izhaja iz 2. stoletja pred našim štetjem s pozno republikanskimi rekonstrukcijami in je bil posvečen Lares Permarini, vendar je bil izkopan le majhen del (ulica pokriva večino).